# Barcience
Barcience település Spanyolországban, Toledo tartományban. Barcience Torrijos, Novés, Huecas, Rielves és Gerindote községekkel határos. Lakosainak száma 1049 fő (2024).

## Népesség
A település lakosságának változását az alábbi diagram mutatja:
| Lakosok száma | 107  | 99   | 381  | 578  | 760  | 725  | 806  | 872  | 1003 | 1049 |
|               | 2001 | 2004 | 2007 | 2009 | 2012 | 2014 | 2017 | 2019 | 2022 | 2024 |